# Ana Šimić
Ana Šimić (née le 5 mai 1990 à Gradačac en Bosnie-Herzégovine) est une athlète croate, spécialiste du saut en hauteur.

## Biographie
Son meilleur saut est de 1,96 m réalisé à Budapest en 2013.
Le 18 mai 2014, lors du meeting de Shanghai, comptant pour la ligue de diamant. Ana Šimić franchit la barre d'1,97 m au premier essai et améliore son record personnel. Elle remporte ce concours devant l'Américaine Inika McPherson et l'Espagnole Ruth Beitia.
3 jours plus tard, Ana améliore à nouveau son record personnel à Pékin, en franchissant 1,98 m au second essai.
Toujours pour la Ligue de diamant à Oslo, Šimić termine troisième du concours (1,95 m) derrière la Russe Mariya Kuchina première (1,98 m) et sa compatriote et grande renommée du saut en hauteur féminin, la Croate Blanka Vlašić deuxième (1,98 m).
Elle continue ensuite la chasse aux points pour ce circuit mondial en prenant à nouveau une troisième place, cette fois-ci à Paris, avec une hauteur de 1,94 m. Elle sera devancée toujours par la Croate Blanka Vlašić (2,00 m) devançant cette fois la Russe Maria Kuchina 2,00 m également.
Ana Simic était favorite pour les Championnats d'Europe qui se déroulait à Zurich au vu de ses concours réguliers durant la saison estivale : 1,95 m à Eugène, Hengelo et Oslo / 1,97 m à Shangaï / 1,98 m à Pékin. En finale, elle améliorera son record personnel au premier essai. Elle remporte la médaille de bronze, devancée aux essais par la Russe Mariya Kuchina, argentée et par l'Espagnole Ruth Beitia, championne d'Europe en 2,01 m.
Durant l'hiver 2015, elle déclare forfait pour les Championnats d'Europe en salle de Prague pour cause de blessure. Elle avait amélioré son record personnel à 1,95 m. Elle fait son retour sur les pistes avec une meilleure performance d'1,94 m réalisés par deux fois : à Rome le 4 juin et à Eberstadt le 2 août. Elle est sélectionnée pour les Championnats du monde de Pékin qui se déroulent du 22 au 30 août. Elle sera accompagnée de sa compatriote Blanka Vlašić. Elle se qualifie pour la finale mondiale le 27 août avec 1,92 m réalisé en qualifications mais loupe totalement cette finale en terminant neuvième avec seulement 1,88 m.
La Croate ouvre sa saison 2016 le 29 janvier à Split où elle se classe septième du concours avec une performance d'1,82 m. Ce résultat si faible s'explique par une blessure qu'elle a contracté avant sa période d'entrainement pour la saison en salle. Ensuite, elle participe au meeting d'Eaubonne où elle franchit 1,84 m. À Toruń le 12 février, Šimić efface une barre à 1,87 m.
Le 14 mai, Šimić franchit 1,92 m au Shanghai Golden Grand Prix pour se classer 3e derrière Levern Spencer (1,94 m) et Nadiya Dusanova (1,94 m). Le 24 juin, elle remporte le meeting de Bühl avec un saut à 1,96 m, avant d'échouer par trois fois à 2,00 m. Elle ne passe pas les qualifications des Championnats d'Europe d'Amsterdam (1,89 m) puis se classe 4e du Meeting d'Eberstadt avec 1,90 m.
Le 25 janvier, la Croate franchit 1,92 m à Cottbus, son meilleur résultat de la saison. Le 4 mars, elle termine à la 7e place de la finale des Championnats d'Europe en salle de Belgrade avec 1,89 m.
Elle se classe 7e des championnats du monde 2019 avec 1,93 m.

## Palmarès
| Date | Compétition                       | Lieu             | Résultat | Marque  |
| ---- | --------------------------------- | ---------------- | -------- | ------- |
| 2011 | Championnats d'Europe par équipes | Izmir            | 1re      | 1,92 m  |
| 2011 | Championnats d'Europe espoirs     | Ostrava          | 7e       | 1,90 m  |
| 2011 | Universiade                       | Shenzhen         | 11e      | 1,81 m  |
| 2012 | Championnats des Balkans en salle | Istanbul         | 3e       | 1,91 m  |
| 2013 | Championnats des Balkans en salle | Istanbul         | 1re      | 1,93 m  |
| 2013 | Championnats d'Europe par équipes | Kaunas           | 1re      | 1,93 m  |
| 2013 | Jeux méditerranéens               | Mersin           | 1re      | 1,92 m  |
| 2014 | Championnats des Balkans en salle | Istanbul         | 1re      | 1,94 m  |
| 2014 | Championnats d'Europe par équipes | Riga             | 1re      | 1,92 m  |
| 2014 | Championnats d'Europe             | Zurich           | 3e       | 1,99 m  |
| 2014 | Coupe continentale                | Marrakech        | 3e       | 1,95 m  |
| 2014 | Ligue de diamant                  | Ligue de diamant | 2e       | détails |
| 2015 | Championnats du monde             | Pékin            | 9e       | 1,88 m  |
| 2017 | Championnats des Balkans en salle | Belgrade         | 3e       | 1,86 m  |
| 2017 | Championnats d'Europe en salle    | Belgrade         | 7e       | 1,89 m  |
| 2018 | Championnats des Balkans en salle | Istanbul         | 1re      | 1,92 m  |
| 2018 | Championnats d'Europe             | Berlin           | 10e      | 1,87 m  |
| 2019 | Championnats des Balkans en salle | Istanbul         | 3e       | 1,90 m  |
| 2019 | Championnats d'Europe par équipes | Varazdin         | 2e       | 1,94 m  |
| 2019 | Ligue de diamant                  | Ligue de diamant | 8e       | 1,85 m  |
| 2019 | Championnats du monde             | Doha             | 7e       | 1,93 m  |

## Records
| Épreuve         | Épreuve   | Marque | Lieu   | Date           |
| --------------- | --------- | ------ | ------ | -------------- |
| Saut en hauteur | Plein air | 1,99 m | Zurich | 17 août 2014   |
| Saut en hauteur | En salle  | 1,95 m | Trinec | 8 février 2015 |